# 梁德繩
梁德绳（1771年—1847年），字楚生，女，浙江钱塘人，清代作家、诗人。
其夫许宗彦，浙江德清人，嘉庆四年（1799年）进士，曾官兵部车驾司主事，精通天文、历法。梁德绳工诗词，有《古春轩诗钞》，并续完长篇弹词《再生缘》，风靡一时。